# Pedro Téllez-Girón y Velasco
Pour les articles homonymes, voir Téllez.
Pedro Téllez-Girón y Velasco, troisième duc d'Osuna, est un homme d'État espagnol, né en 1574 et mort en 1624. 
Il ne se fit d'abord remarquer à la cour que par des bons mots et des sarcasmes qui irritèrent contre lui Philippe II et Philippe III, et se vit forcé de s'éloigner quelque temps ; il alla combattre en Flandre les ennemis de l'Espagne, à la tête d'un régiment levé à ses frais, et mérita par là d'être rappelé. 
Ayant réussi à se concilier la faveur du duc de Lerme, il devint vice-roi de Sicile (1610-15). Dès son arrivée à Palerme, il interdit le port du stiletto, incarcère les bandits, retire des rues les mendiants, retire le droit d'asile aux églises de la ville, abolit le principe de caution pour les criminels. Il y soutient le théâtre et le carnaval, au risque de froisser le tribunal de l'Inquisition. Il fait construire douze nouvelles galères pour attaquer les côtes barbaresques. Afin de récupérer le tiers non-perçu des impôts et taxes, il intensifie les contrôles et arrête les citoyens de Messine, cité qui refusait de payer verser l'impôt. Il quitte l'île doté d'une popularité rare parmi les vice-rois siciliens.
Vice-roi de Naples (1618), il développe de grands talents, bat les Vénitiens et refuse d'établir l'Inquisition dans le royaume de Naples. Néanmoins, les Napolitains lui envoient Laurent de Brindes, un capucin réputé pour sa sainteté et ses talents d'orateur (aujourd'hui Docteur de l'Église), pour défendre leur droit. 
Il conçoit le plan de cette fameuse conspiration contre Venise, qui avait pour but, suivant les uns, de livrer Venise à l'Espagne, selon les autres, d'enlever à Philippe III le royaume de Naples et d'en faire un État indépendant à son profit. Le vice-roi trompe très habilement la cour de Madrid sur ses vrais desseins par un simulacre de complot ; mais il ne peut donner la change jusqu'au bout : il est bientôt remplacé par le cardinal Borgia, et, à l'avènement de Philippe IV (1621), il est enfermé au château d'Almeida, où il demeure jusqu'à sa mort.